# Gazeta Środkowoeuropejska
Gazeta Środkowoeuropejska - miesięcznik, wydawany jako dodatek do głównego dziennika w krajach Grupy Wyszehradzkiej.